# She's So Cold
Singles de The Rolling Stones
Emotional Rescue
(1980) Start Me Up
(1981)
Clip vidéo
[vidéo] « She's So Cold », sur YouTube
Pistes de Emotional Rescue
Emotional Rescue
(8) All About You
(10)
She's So Cold est une chanson du groupe de rock britannique The Rolling Stones parue d'abord le 20 juin 1980 sur l'album Emotional Rescue, puis le 22 septembre 1980 en single
Ecrite et composée par Mick Jagger et Keith Richards, la chanson est enregistrée du 22 janvier au 12 février 1979.

## Parution et réception
Le single se classe à la 33e place au Royaume-Uni et à la 26e place du Billboard Hot 100 américain en novembre 1980. Avec les morceaux Dance (Pt. 1) et Emotional Rescue, She's So Cold se classe à la 9e place du Disco Top 100.
En raison des paroles she's so goddamned cold (en français : « elle a sacrément froid »), le single promo envoyé aux stations de radio comportait une version éditée appelée la « version propre » sur la face A. La face B comportait la version propre de la censure identifiée comme la « version GD ».
Le chanteur, musicien et auteur-compositeur britannique Chris Martin du groupe Coldplay considère She's So Cold comme sa chanson préférée des Rolling Stones.

## Personnel
Crédités :
- Mick Jagger : chant, chœurs
- Keith Richards : guitare électrique, chœurs
- Ron Wood : guitare électrique
- Bill Wyman : basse
- Charlie Watts : batterie
- Bobby Keys : saxophone

## Classements
| Classements (1980)             | Meilleure position |
| ------------------------------ | ------------------ |
| Canada (RPM)                   | 11                 |
| États-Unis (Billboard Hot 100) | 26                 |
| Irlande (IRMA)                 | 24                 |
| Nouvelle-Zélande (RMNZ)        | 26                 |
| Pays-Bas (Single Top 100)      | 23                 |
| Royaume-Uni (UK Singles Chart) | 33                 |

## Dans la culture populaire
Cette chanson est présentée dans l'épisode Homer Like a Rolling Stone des Simpson